# Елемент дизайну

Кольорова зірка, що містить первинні, вторинні і третинні кольори.

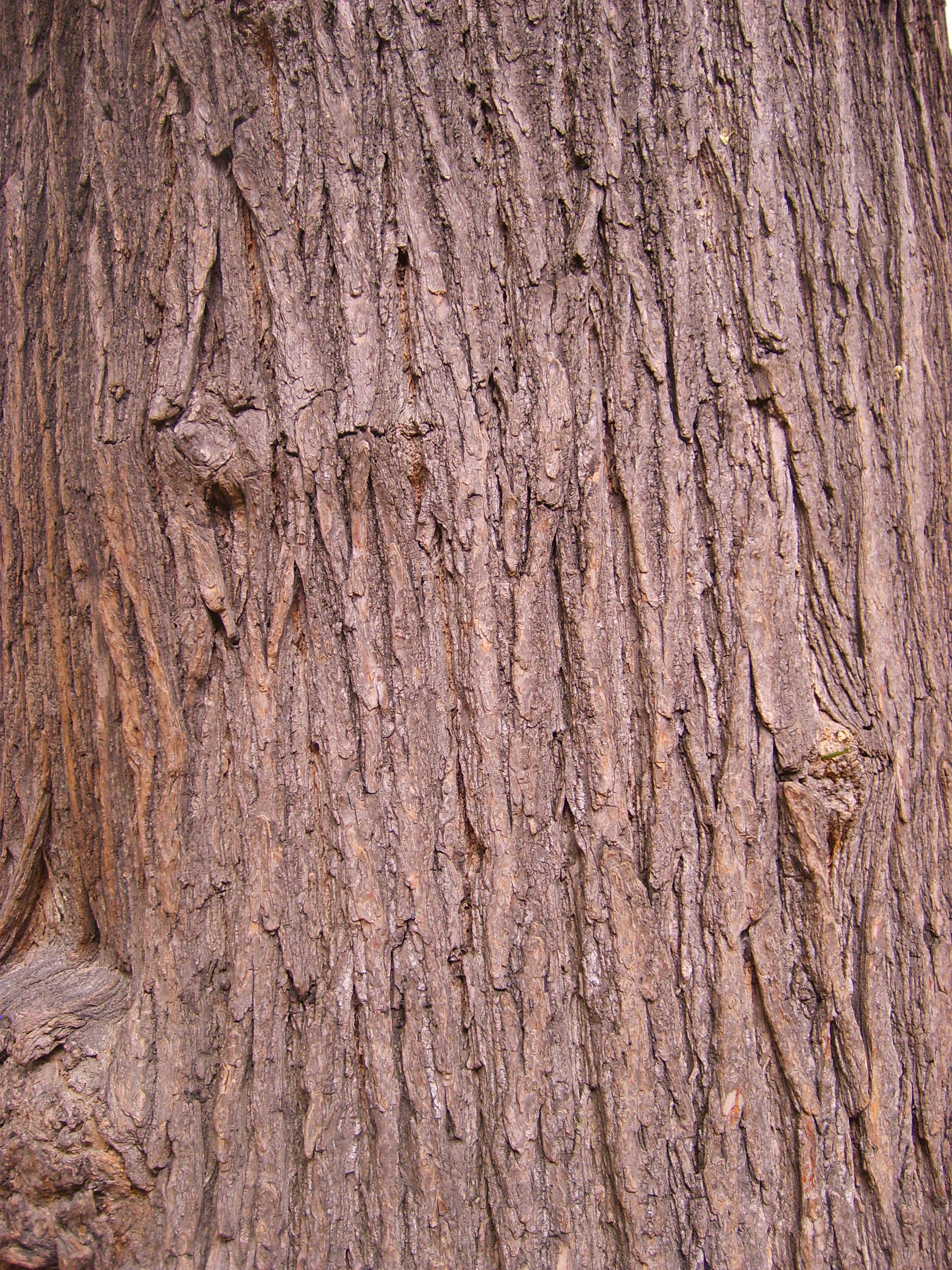
В цьому зображені представлена текстура дерева.

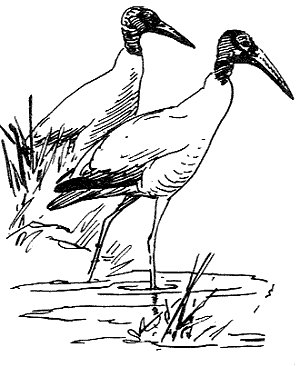
Це зображення містить контурні лінії (контури птаха) і прикраси лінії (штрихування).

Елементи дизайну — частини або компоненти, які можна виділити і визначити в будь-якій візуальній композиції або творі мистецтва. Вони створюють структуру твору, і можуть нести безліч різних ідей.
Елементами дизайну є: крапка, лінія, форма (фігура), рух, колір, візерунок, текстура, простір, текст, шрифт.